# Lubbock (Teksas)
Lubbock je grad u američkoj saveznoj državi Teksas. Prema popisu stanovništva iz 2010. u njemu je živjelo 229.573 stanovnika.